# O Planeta Diário
O Planeta Diário foi um influente tabloide brasileiro de humor publicado entre 1984 e 1992. Por metonímia, também se costuma dar o nome O Planeta Diário ao grupo de humoristas que produzia o jornal e juntou suas operações com a turma da Casseta Popular, formando o Casseta & Planeta.

## "O maior jornal do planeta"
Em 1984 os humoristas cariocas Hubert, Reinaldo e Cláudio Paiva, egressos do Pasquim, se reuniram para produzir um novo jornal mensal de humor. A edição inaugural chegou às bancas em dezembro do mesmo ano.
Desde sua primeira edição, O Planeta Diário estabeleceu um padrão de humor gráfico, baseado na sátira aos jornais "sérios", diferente de tudo que se conhecia. Sob um layout conservador, destinado a se confundir com os periódicos tradicionais nas bancas, O Planeta Diário trazia manchetes falsas como "Nelson Ned é o novo Menudo", "Maluf se entrega à polícia" e "Ozzy Osbourne morde Ivan Lins". A escolha das fotografias potencializava o absurdo: sob o título "Wilza Carla explode na Terça-Feira Gorda" saiu a célebre foto da explosão do ônibus espacial Challenger.
A começar pelo nome, o mesmo do jornal de Clark Kent dos filmes e quadrinhos (para que não restassem dúvidas, o próprio Super-Homem — de bigode e com um globo no peito no lugar do "S" — surgia no cabeçalho do jornal gritando "Krig-Ha, Bandolo!"), o autoproclamado "maior jornal do planeta" atuou em consonância com a onda de saudosismo dos anos 1950 e 60 que ocupou boa parte do imaginário dos anos 1980 em todo o mundo—no Brasil essa tendência confluiu com a idealização do período pré-1964 na Nova República. A atmosfera era reforçada pelas explorações gráficas, quase sempre aproveitando fotos e anúncios "garimpados" de revistas dos anos 1950 como National Geographic, Life, Saturday Evening Post e O Cruzeiro.
A nostalgia gráfica já era encontrada em trabalhos anteriores, como a capa do LP As Aventuras da Blitz, que fazia tributo à linguagem dos quadrinhos e vinha repleta de pequenas ilustrações extraídas dos catálogos de novelties comumente encontrados em revistas infantojuvenis americanas (muitas dessas ilustrações seriam exaustivamente aproveitadas no Planeta).
O uso de arte visual de décadas passadas reforçava a "mística" conservadora que o Planeta criara para si mesmo. Perry White (mesmo nome do editor do Planeta Diário nos quadrinhos) era um dono de jornal à Hearst ou Chateaubriand que controlava suas organizações com mão de ferro, gostava de receber homenagens e, aparente alheio à escancarada imoralidade sexual de sua esposa e suas três filhas, vendia o apoio do Planeta a quem pagasse melhor. (A edição que saiu logo depois da eleição de Tancredo Neves estampa um muito sério editorial de apoio à candidatura de Paulo Maluf. Um post-scriptum assinala que o jornal sempre honra seus compromissos, "mesmo quando há atraso na compensação do cheque".)
Enquanto as três primeiras páginas reproduziam aproximadamente o formato (e satirizavam impiedosamente o conteúdo) dos noticiários regulares, o resto do jornal era ocupado com grandes reportagens, ensaios fotográficos (também com imagens recortadas de revistas antigas), anúncios fajutos, louvores a Perry White, fotonovelas, paródias de revistas e de outros jornais, versões "atualizadas" de histórias de Carlos Zéfiro, colaborações da Casseta Popular e outras experiências em humor que, em conjunto, revelam-se como um termômetro das tendências e modismos de meados dos anos 1980.

## Trajetória

### 1984-1987: os dias de Perry White
Lançado em dezembro de 1984, em poucos meses o tabloide se tornou um grande sucesso. Proliferavam anunciantes (reais), principalmente do Rio de Janeiro, onde tornou-se in associar-se ao maior fenômeno de humor de seu tempo. Em 1985 "O Planeta em Órbita", série de notinhas extraídas do jornal impresso, começou a ser transmitida nos intervalos na Rádio Transamérica do Rio de Janeiro. A coluna de Perry White, com conteúdo diferenciado, se tornou atração da Folha de S.Paulo; em 1986 as melhores colunas foram reunidas no livro Apelo à Razão.
O Plano Cruzado (comemorado na edição de março de 1986 na manchete "Cruzeiro muda de nome e passa a se chamar Suely") renderia boas piadas, mas o preço do tabloide foi congelado num nível baixo (5 cruzados), ainda assim pouco competitivo (o mesmo de um jornal de domingo como O Globo ou a Folha). Daí em diante, seguidos pacotes econômicos prejudicariam as finanças do Planeta. Também em 1986 o jornal apresentou o "candidato" Osíris Lontra para "constituintes e males do fígado".
Na edição dupla do verão de 1987, pela primeira vez O Planeta Diário saiu com capa colorida. A prática seria retomada em caráter regular de 1990 em diante.
Em 1987 o tabloide sentiu as consequências da crise pós-Plano Cruzado. A queda nas vendas foi acompanhada de uma série de reformas criativas. Deixando para trás os tempos da novidade e do modismo, o Planeta adotou uma linha mais popular, reduzindo, mas nunca suprimindo, a importância dos sutis jogos de palavras e das referências (algo obscuras) à cultura pop que sempre rechearam os textos.
No segundo semestre de 1987 dois símbolos do "velho" Planeta chegavam ao fim:
- Em agosto, sob pressão judicial, o Planeta renunciou ao uso da personagem Perry White e da imagem do Super-Homem, propriedades intelectuais da DC Comics (no entanto, os direitos da DC não se estendiam à marca O Planeta Diário em português). Segundo o editorial daquela edição, Perry (não mencionado pelo nome) teria perdido o jornal numa mesa de pôquer para suas filhas Georgette, Margarette e Anette White (personagens já conhecidas desde a capa do primeiro número). O espaço do Super-Homem no cabeçalho foi ocupado nas primeiras edições subsequentes por um busto da Escrava Anastácia.
- Em setembro foi publicado o último capítulo de A Vingança do Bastardo, o primeiro folhetim de Eleonora V. Vorsky. A vingança do bastardo foi seguido imediatamente por Calor na bacurinha, as memórias de Prima Roshana narradas em primeira pessoa.

### 1988-1989: novos voos
O sucesso-relâmpago do Vandergleyson Show na Rede Bandeirantes conduziu seus redatores—as equipes do Planeta e da Casseta Popular — às portas da Rede Globo. Como consequência, em 1988 Cláudio Paiva deixou o grupo do Planeta para se dedicar exclusivamente ao TV Pirata. Para alguns críticos, do ponto de vista criativo, a saída de Paiva representou um golpe de morte no incontrolável espírito jocoso do jornal. Para outros, com ou sem Paiva, a necessidade de conciliar carreiras paralelas na música e na televisão levou os "planeteanos" a dar menos atenção ao veículo impresso.
Sob novas experimentações de linguagem, porém, seguia firme o espírito do "velho" e polêmico Planeta, como na manchete "Depois da China, Sarney irá à merda" (alusiva a uma das viagens da imensa comitiva presidencial).
Em 1988 o jornal se engajou na campanha de Macaco Tião para prefeito do Rio de Janeiro.
No ano seguinte, a exaustiva turnê de lançamento do disco Preto com um buraco no meio não impediu que o jornal encontrasse novos momentos de brilho na cobertura da campanha presidencial (um bom exemplo está na manchete "Absorventes íntimos aderem à candidatura Collor"). Em compensação, a candidatura de Macaco Tião para presidente não foi à frente devido à ativa militância de Hubert e Reinaldo (como membros da banda Casseta & Planeta) em favor de Lula desde o primeiro turno da campanha.
Em dezembro de 1989 saiu o capítulo final de Calor na bacurinha.

### 1990-1992: a reta final
Apesar do novo logotipo e do uso em caráter permanente das capas em cores (estratégia adotada desde a edição de janeiro/fevereiro de 1990 para enfrentar a concorrência visual dos jornais diários cada vez mais "colorizados"), O Planeta Diário sofria uma série de problemas: irregularidades no papel e na impressão, periodicidade prejudicada (efeito imediato do Plano Collor), falhas na distribuição, redução do número de páginas e conteúdo rarefeito. A queda de qualidade na produção gráfica acabou sendo agravada pelo uso da editoração eletrônica, um recurso então pouco comum em jornais de pequeno porte no Brasil: adotada por proporcionar economia de tempo, seus resultados imediatos foram pouco animadores.
Enquanto isso, a atividade crescente dos editores na frente das câmeras — em Doris para maiores (1991) e Casseta & Planeta, urgente! (desde 1992) —, acumulada às temporadas de shows da banda, reduziram ainda mais o tempo disponível para o devido cuidado ao jornal.
Isso não impediu que a República das Alagoas garantisse ao Planeta uma fonte praticamente inesgotável de escândalos e de piadas, gerando os temas de praticamente todas as capas do período — quase sempre com Fernando Collor, Zélia Cardoso de Mello e outras figuras de Brasília em situações constrangedoras. Numa exceção marcante, a edição de abril de 1991 tornou-se a única a ter ido às bancas em embalagem lacrada devido a nu frontal feminino na capa (manchete: "Sinéad O'Connor ganha na raspadinha").
De março/abril de 1990 em diante foi publicado o folhetim Ardência no regaço, às vezes intercalado por artigos especiais de (ou sobre) Eleonora V. Vorsky.
Em julho de 1992, sob o peso das dificuldades financeiras, O Planeta Diário lançou sua edição final, de número 84. Daí em diante sua dupla criativa se juntou definitivamente à Casseta Popular na mídia impressa, formando a revista Casseta & Planeta.

## Atrações frequentes
O dinamismo editorial do Planeta Diário não permitiu um grande número de colunas e seções regulares: os folhetins de Eleonora V. Vorsky foram a maior exceção. Eis algumas das atrações encontradas com maior frequência ao longo da história do tabloide:
- Charges do Mongol - Costumeiramente creditado como "cartunista político e débil mental". Em 1989 foi retratado sucessivamente como Dustin Hoffman (por seu papel em Rain Man) e Aureliano Chaves.
- Diversões Divertidas - Seção de passatempos e curiosidades.
- Editoriais - Inicialmente assinados por Perry White, muitos foram republicados no livro Apelo à Razão.
- Entrevistas do Sunda - Todas rigorosamente falsas.
- Façanhas de Perry White - Fotos-legendas destacavam a atuação de White (chamado "nosso companheiro", a exemplo de Roberto Marinho) como empresário, filantropo e homem de imprensa.
- Folhetins de Eleonora V. Vorsky - Criados por Alexandre Machado, estão presentes desde o número 2 do Planeta Diário, quando saiu o primeiro capítulo de A Vingança do Bastardo. Seguiram-se Calor na Bacurinha e Ardência no Regaço.
- Fotonovelas de Flávio Colker com a participação de celebridades convidadas como Lobão, Miguel Falabella, Os Paralamas do Sucesso, Ana Maria Bahiana, Leo Jaime, Paulo Autran e Pedro Cardoso. Ferreira Gullar, uma das maiores "vítimas" das piadas do Planeta (sob o bordão "Você não acha o Ferreira Gullar um gato?"), acabou sendo convidado para participar de uma fotonovela do jornal; o convite não foi aceito.
- Grandes Sucessos Internacionais Traduzidos
- O Horóscopo Astral de César Cardoso
- O Idiotinha Disse
- Palavras Cruzadas Novas - Em comemoração ao cruzado novo, consistia em uma página inteira de palavras cruzadas diretas que já vinham feitas.
- Pergunte ao Buda - Um guru chamado simplesmente de "Buda" respondia às cartas dos "leitores". Ocasionalmente o Buda ocupava sua coluna com outra atração, como o Buda Shopping Shopping Show, ou outros "gurus" ocupavam o espaço do Buda.
- Provérbios de Galinha - Subversões de ditos populares sob uma ilustração recorrente de galinha. No desabastecimento do Plano Cruzado, em uma edição chamou-se "Provérbios de Falta de Galinha"
- Vida e Obra dos Grandes Brasileiros - Breves biografias de personalidades como Eduardo Mascarenhas, Jânio Quadros, Maria da Conceição Tavares e Michael Jackson (o homenageado não precisava ser brasileiro).

## Clichês e personagens
- Perry White, a Baronesa White (sua esposa devassa) e suas filhas Georgette, Margarette e Anette White (conhecidas coletivamente como Planetetes)
- Delegado Peixoto, da 25ª DP
- Carlos Maçaranduba, o "fodão do Bairro Peixoto"
- O alce dos anúncios da seguradora Hartford, aproveitado incontáveis vezes por sua conotação homossexual.

## Influência em outras publicações
- Em 1986, no rastro do sucesso do Planeta (e da passagem do cometa de Halley), o cartunista Ota lançou o tabloide O Cometa Popular.
- Em 1989, também lançado como tabloide, Anormal se apresentava como uma alternativa anarquista e "não-vendida" ao Planeta e à Casseta, no entanto, levando ao extremo o recurso (cada vez mais usado pelas publicações "adversárias") de enxertar cabeças de políticos em corpos estranhos (notadamente nus femininos).
- Elementos inspirados no Planeta Diário podem ser encontrados no Revistão do Faustão, publicado pela Editora Globo. A equipe do Planeta recebeu proposta para escrever para o Revistão, mas recusou o convite.
- Em fins dos anos 1980 Hubert e Marcelo Madureira se juntaram na coluna Agamenon Mendes Pedreira, desde então uma atração regular do jornal O Globo aos domingos. Fiel ao espírito do Planeta, a coluna resgatou o tema "homem de imprensa corrupto com esposa devassa" (como era Perry White), os dinâmicos jogos de palavras e até o uso de ilustrações de revistas antigas.

## Produtos derivados
- As primeiras cinco edições foram reunidas, ainda em 1985, no álbum Coleção Completa.
- Em 1986, por ocasião do Plano Cruzado, o jornal pôs à venda um adesivo (apresentado como "aderente ao carrinho" — referência a "aderente à calcinha", um recorrente dito da publicidade de absorventes higiênicos) "Papai Noel — Eu Acredito!", satirizando o adesivo real "CZ$ — Eu Acredito!".
- Como a Casseta Popular, o Planeta também ofereceu (começando em 1987) uma linha bem-sucedida de camisetas com mensagens como "A perestroika da vizinha tá presa na gaiola", "O cheque não compensa" e "Praia de Ramos, Hawaii".
- Simultaneamente à publicação do capítulo final de A vingança do bastardo, foi lançada pelo Planeta Diário a versão em livro do folhetim, com capa de Cláudio Paiva.
- No primeiro semestre de 1988 foi lançada a antologia O Melhor do Planeta, já com todas as referências a Perry White suprimidas dos artigos antigos.
- Os melhores momentos das fotonovelas do Planeta e do folhetim Calor na bacurinha foram lançados em revistas especiais.

## Redescobrimento
Muito depois de seu fim, O Planeta Diário manteve seu status de cult entre colecionadores de humor e saudosistas dos anos 1980. Exemplares antigos do jornal são itens disputados no mercado de segunda mão.
A Editora Abril, em especial de três edições, recontou a história do Planeta Diário e da Casseta Popular, incluindo extenso material extraído dos jornais antigos (incluindo as referências a Perry White e a imagem do Super-Homem).
Em novembro de 2007 a Editora Desiderata lançou o livro O Planeta Diário, reunindo (em versões remontadas, porém sem restrições à menção de Perry White) os melhores momentos de toda a trajetória do jornal.